# 小行星1122
小行星1122（1122 Neith）是一颗围绕太阳公转的小行星。1928年9月17日，歐仁·約瑟夫·德爾波特在于克勒发现了此天体。
該小行星以埃及神話的女神涅伊特命名。
这颗小行星的绝对星等为11.93等。